# Russisches Etymologisches Wörterbuch
Russisches Etymologisches Wörterbuch (ros. Этимологи́ческий слова́рь ру́сского языка́) – dzieło życia Maxa Vasmera i jedno z najbardziej autorytatywnych źródeł w dziedzinie etymologii słowiańskiej. Słownik zawiera ponad 18000 słów. Pracę nad nim Vasmer rozpoczął w Nowym Jorku w 1939, ale większość oryginalnych notatek została zniszczona w 1944, kiedy jego dom w Berlinie został zbombardowany. Mimo to Vasmer skończył pisać słownik w 1950, a jego publikacja w języku niemieckim miała miejsce w latach 1950–1958. Oleg Trubaczow zaczął tłumaczyć słownik na język rosyjski w 1959, a pełna wersja rosyjska z dodanym komentarzem została wydana w 1964 i była drukowana do 1973.